# Torneo Femenino Clausura 2013 (Argentina)
La versión femenina del Torneo Clausura 2013 es la vigésima cuarta temporada del Campeonato Femenino de Fútbol de Argentina. Comenzó el día 12 de mayo de 2013. Es organizado por la Asociación del Fútbol Argentino (AFA). En esta edición en vez de 13 equipos, habrá 11 por la renuncia de General Lamadrid y Fénix.
El campeón de este torneo, tendrá la oportunidad de jugar un partido por la clasificación a la Copa Libertadores Femenina de 2013 con el campeón del Apertura 2012. Al ser Boca el campeón de ambas competencias, el equipo xeneize clasificó de forma directa.
Boca Juniors se consagró campeón una fecha antes de la finalización del torneo, logrando su 22° título, terminando el campeonato con 36 puntos y de forma invicta.

## Equipos
| Equipo                      | Ciudad        | Jurisdicción                    |
| --------------------------- | ------------- | ------------------------------- |
| Boca Juniors                | Buenos Aires  | Ciudad Autónoma de Buenos Aires |
| Estudiantes                 | La Plata      | Provincia de Buenos Aires       |
| Excursionistas              | Buenos Aires  | Ciudad Autónoma de Buenos Aires |
| Huracán                     | Buenos Aires  | Ciudad Autónoma de Buenos Aires |
| Independiente               | Avellaneda    | Provincia de Buenos Aires       |
| Platense                    | Vicente López | Provincia de Buenos Aires       |
| River Plate                 | Buenos Aires  | Ciudad Autónoma de Buenos Aires |
| San Lorenzo                 | Buenos Aires  | Ciudad Autónoma de Buenos Aires |
| UAI Urquiza                 | San Martín    | Provincia de Buenos Aires       |
| Universidad de Buenos Aires | Buenos Aires  | Ciudad Autónoma de Buenos Aires |
| Velez Sarfield (Mercedes)   | Mercedes      | Provincia de Buenos Aires       |

## Sistema de disputa
El torneo se llevó a cabo en una sola rueda, por el sistema de todos contra todos.
La tabla final de posiciones se establece por acumulación puntos, y, en caso de que hubiese habido empate entre dos o más equipos, se realizarán de partidos de desempate. Se otorgan tres puntos por partido ganado, uno por partido empatado y ninguno, en caso de derrota. además, en cada fecha, descansarán 3 equipos, pero desde la AFA se arregló que se sumen los puntos de los partidos contra General Lamadrid y Fenix, por lo que cada equipo que descanse esta fecha y que en el torneo pasado debía jugar ante General Lamadrid o Fénix, recibirá 3 puntos de manera automática.
Para la clasificación a la Copa Libertadores Femenina 2013 , se realizarán dos partidos (ida y vuelta) entre el ganador del Torneo Apertura 2012 y el del Torneo Clausura 2013. En caso de ser el mismo, ese equipo clasificaría directamente al torneo continental.
Boca Juniors clasificó de forma directa a la Copa Libertadores 2013 por ser campeón del Apertura 2012 y Clausura 2013.

## Tabla de posiciones
| Pos | Equipo                     | Pts | PJ | PG | PE | PP | GF | GC | Dif |
| --- | -------------------------- | --- | -- | -- | -- | -- | -- | -- | --- |
| 1º  | Boca Juniors               | 36  | 12 | 12 | 0  | 0  | 62 | 3  | 59  |
| 2º  | UAI Urquiza                | 30  | 12 | 10 | 0  | 2  | 46 | 9  | 37  |
| 3º  | River Plate                | 27  | 12 | 9  | 0  | 3  | 49 | 6  | 43  |
| 4º  | Estudiantes (La Plata)     | 25  | 11 | 8  | 1  | 2  | 24 | 11 | 13  |
| 5º  | San Lorenzo                | 24  | 12 | 8  | 0  | 4  | 32 | 10 | 22  |
| 6°  | Huracán                    | 21  | 12 | 6  | 3  | 3  | 16 | 15 | 1   |
| 7º  | Independiente              | 19  | 12 | 6  | 1  | 5  | 25 | 33 | -8  |
| 8º  | UBA                        | 13  | 11 | 4  | 1  | 6  | 11 | 24 | -13 |
| 9º  | Velez Sarsfield (Mercedes) | 9   | 11 | 3  | 0  | 8  | 12 | 50 | -38 |
| 11º | Excursionistas             | 9   | 11 | 3  | 0  | 8  | 11 | 52 | -41 |
| 10º | Platense                   | 6   | 10 | 2  | 0  | 8  | 6  | 59 | -53 |
| 13º | Fénix*                     | 0   | 12 | 0  | 0  | 12 | 0  | 12 | -12 |
| 13º | Gral. Lamadrid*            | 0   | 12 | 0  | 0  | 12 | 0  | 12 | -12 |

Nota (*): Estos equipos han decidido no participar en el torneo, por lo tanto la AFA le da como perdido todos los partidos que tuvieron que jugar por el resultado de 1-0, entregándole automáticamente los 3 puntos a sus rivales de turno.

## Resultados

### Fecha 1
| 12 de mayo de 2013, 15:30 | Estudiantes (LP)                                 | 4 - 1   | San Lorenzo      | Predio Ciudad de La Plata, |  |
|                           | Yesica Arrien · Mariana De Moura · Sabrina Gómez | Reporte | Noelia Espíndola |                            |  |

| 11 de mayo de 2013, 15:30 | Excursionistas | 1 - 10 | River Plate | Cancha Principal, |  |

| 12 de mayo de 2013, 15:00 | Boca Juniors                                                                                      | 14 - 0  | Platense | Casa Amarilla,                            |                                           |
|                           | Belén Potassa · Sole Jaimes · Ludmila Manicler · Brusca · Vanesa Santana · Catalina Pérez Castaño | Reporte |          | Asistencia: 200 espectadores espectadores | Asistencia: 200 espectadores espectadores |

| 12 de mayo de 2013, 15:30 | Independiente                                                     | 7 - 2   | Vélez Sarsfield (Mercedes)       | Villa Dominíco, |  |
|                           | Giselle Oberman · Melina Ais · Julieta Míguez · Luisa Velázquez · | Reporte | Marianela Pereyra · Fiamma Silva |                 |  |

Libres: UAI Urquiza, Huracán (3) y UBA (3)

### Fecha 2
| 18 de mayo de 2013, 15:30 | UAI Urquiza                                                          | 4 - 0   | Estudiantes (LP) | Cancha Principal UAI Urquiza, |  |
|                           | Mercedes Pereyra · Camila Gómez Ares · Betina Soriano · Paula Ugarte | Reporte |                  |                               |  |

| 19 de mayo de 2013, 15:30 | River Plate | 0 - 2 | Boca Juniors                       | Cancha auxiliar Estadio, |  |
|                           |             |       | Andrea Ojeda 46' · Yael Oviedo 52' |                          |  |

| 19 de mayo de 2013, 15:30 | Platense | Postergado | Independiente |  |  |

| 19 de mayo de 2013, 15:30 | San Lorenzo                                                              | 6 - 0   | UBA |  |  |
|                           | Romina Rodríguez · Noelía Chávez · Noelia Espíndola · Agustina Fernández | Reporte |     |  |  |

Libres: Huracán, Vélez Sarsfield (3), Excursionistas (3)

### Fecha 3
| 26 de mayo de 2013, 11:00 | UBA | 0 - 4   | UAI Urquiza                     | Cancha Principal Excursionistas, |  |
|                           |     | Reporte | Paula Ugarte · Mercedes Pereyra |                                  |  |

| 26 de mayo de 2013, 15:00 | Excursionistas | 0 - 5   | San Lorenzo                                           | Cancha Principal Excusrionistas, |  |
|                           |                | Reporte | Agustina Fernández · Débora Molina · Romina Rodríguez |                                  |  |

| 26 de mayo de 2013, 15:30 | Huracán                                          | 3 - 1   | Vélez Sarsfield (Mercedes) | Cancha Auxiliar "La Quemita", |  |
|                           | Mariana Laviña · Silvana Peralta · Adriana Sachs | Reporte | Fiama Silva                |                               |  |

| 2 de junio de 2013, 15:00 | Independiente | 0 - 3   | River Plate                                           | Predio Wilde, |  |
|                           |               | Reporte | Delfina Fernández · Daiana Cardone · Fabiana Vallejos |               |  |

Libres: Boca Juniors (3), Estudiantes (LP) y Platense (3)

### Fecha 4
| 1 de junio de 2013, 15:30 | UAI Urquiza                                                                                        | 12 - 0  | Excusionistas | Cancha Principal UAI Urquiza, |  |
|                           | Paula Ugarte · Betina Soriano · Mercedes Pereyra · Miriam Mayorga · Micaela Cabrera · Tamara Gómez | Reporte |               |                               |  |

| 1 de junio de 2013, 15:30 | Estudiantes (LP)                                                      | 4 - 1   | UBA | Cancha Auxiliar Estadio, |  |
|                           | Daiana Olivier · Fanny Rodríguez · Grisel Yanacon · Carolina Troncoso | Reporte | -   |                          |  |

| 2 de junio de 2013, 15:30 | Platense      | 1 - 4   | Huracán                         | Predio Cancha Principal, |  |
|                           | Yemima Perera | Reporte | Silvana Peralta · Adriana Sachs |                          |  |

| 2 de junio de 2013, 15:30 | San Lorenzo | 0 - 1   | Boca Juniors  | Predio "Ciudad Deportiva", |  |
|                           |             | Reporte | Carmen Brusca |                            |  |

Libres: Vélez Sarsfield, River Plate (3), Independiente (3)

### Fecha 5
| 8 de junio de 2013, 15:30 | Excursionistas | 0 - 4   | Estudiantes (LP)                                      | Cancha Principal de Excursionistas, |  |
|                           |                | Reporte | Fanny Rodríguez · Daiana Ollivier · Evangelina Alfano |                                     |  |

| 8 de junio de 2013, 15:30 | Huracán | 0 - 1   | River Plate  | Predio "La Quemita", |  |
|                           |         | Reporte | Ayelén Lagos |                      |  |

| 9 de junio de 2013, 14:30 | Boca Juniors                | 4 - 0   | UAI Urquiza | Predio Casa Amarilla, |  |
|                           | Belén Potassa · Yael Oviedo | Reporte |             |                       |  |

| 9 de junio de 2013, 15:30 | Independiente | Postergago | San Lorenzo | Predio Wilde, |  |

| 9 de junio de 2013, 15:30 | Vélez Sarsfield (Mercedes)                                       | 4 - 2   | Platense    | Cancha Municipal, Mercedes, |  |
|                           | Marcia Fernández · Nadia Manzanares Campos · Lorena Cepeda (pen) | Reporte | Angie Acuña |                             |  |

Libre: UBA
Nota: Tendrían que descansar 3 equipos, pero General Lamadrid y Fénix jugarían esta fecha, pero cómo ambos equipos renunciaron, no hay en esta fecha entonces, equipos que ganen automáticamente 3 puntos

### Fecha 6
| 15 de junio de 2013, 11:00 | UBA                                              | 3 - 1   | Excursionistas | Cancha Excursionistas, |  |
|                            | Inés Arozarena · Laura Noya · María José Limeres | Reporte | -              |                        |  |

| 15 de junio de 2013, 11:00 | UAI Urquiza                                                                                         | 11 - 0  | Independiente | Predio Taxco, |  |
|                            | Betina Soriano · Mercedes Pereyra · Paula Ugarte · Karen Vénica · Mariana Gaitán · Marta Tato o.g.' | Reporte |               |               |  |

| 15 de junio de 2013, 15:30 | River Plate | 12 - 0  | Vélez Sarsfield (Mercedes) | Predio de Ezeiza, |  |
|                            | Ayelén Lagos · Gabriela Herrera · Victoria Bedini · Antonella Tassero · Daiana Cardone · Rocío Decleire · Anna Plum | Reporte |                            |                   |  |

| 20 de junio de 2013, 15:30 | Estudiantes (LP) | 0 - 4   | Boca Juniors                                                   | Cancha Auxiliar Estadio de La Plata, |  |
|                            |                  | Reporte | Andrea Ojeda · Belén Potassa · Soledad Jaimes · Analía Almeida |                                      |  |

Libres: Platense, Huracán (3), San Lorenzo (3)

### Fecha 7
| 22 de junio de 2013, 15:30 | Huracán                                 | 2 - 1   | San Lorenzo          | Predio "La Quemita", |  |
|                            | Florencia Romero 2' · Adriana Sachs 59' | Reporte | Noelia Espíndola 18' |                      |  |

| 23 de junio de 2013, 14:30 | Boca Juniors                | 3 - 1   | UBA            | Predio "Casa Amarilla", |  |
|                            | Yael Oviedo · Belén Potassa | Reporte | Inés Arozarena |                         |  |

| 23 de junio de 2013, 15:00 | Independiente  | 1 - 4   | Estudiantes (LP)                                       | Predio de Wilde, |  |
|                            | Julieta Míguez | Reporte | Carolina Troncoso · Diana Ollivier · Evangelina Alfano |                  |  |

| 23 de junio de 2013, 15:30 | Platense | 0 - 13  | River Plate                                                                                                  | Predio de Platense, |  |
|                            |          | Reporte | Mariana Larroquette · Magalí Benítez · Eliana Stábile · Victoria Bedini · Ayelén Ferrero · Antonella Tassero |                     |  |

Libres: Excursionistas, Vélez Sarsfield (3), UAI Urquiza (3)

### Fecha 8
| 29 de junio de 2013, 15:30 | San Lorenzo                                                       | 5 - 1   | Vélez Sarsfield (Mercedes) | Predio Ciudad Deportiva, |  |
|                            | Noelia Cháves · Laura Rodríguez · Carina Núñez · Jaqueline Acosta | Reporte | Laura Maldonado            |                          |  |

| 30 de junio de 2013, 11:00 | UBA | 0 - 1   | Independiente  | Cancha Excursionistas, |  |
|                            |     | Reporte | Julieta Míguez |                        |  |

| 30 de junio de 2013, 14:00 | Excursionistas    | 1 - 9   | Boca Juniors                                                           | Cancha Excursionistas, |  |
|                            | Adriana Ruíz Díaz | Reporte | Belén Potassa · Ludmila Manicler · Yael Oviedo · María Ghiglione a.g.' |                        |  |

| 30 de junio de 2013, 15:30 | UAI Urquiza                                             | 3 - 1   | Huracán          | Predio Taxco, |  |
|                            | Betina Soriano pen' · Mariana Gaitán · Mercedes Pereyra | Reporte | Florencia Romero |               |  |

Libre: River Plate, Platense (3), Estudiantes (LP) (3),

### Fecha 9
| 6 de julio de 2013, 14:30 | Vélez Sarsfield (Mercedes) | 0 - 5   | UAI Urquiza                                                                                     | Estadio Municipal de Mercedes, |  |
|                           |                            | Reporte | Betina Soriano 76' 88' · Mariela Pereyra 77' g.e.c · Mercedes Pereyra 85' · Brenda Gottig 90+1' |                                |  |

| 6 de julio de 2013, 15:30 | Huracán | 0 - 0   | Estudiantes (LP) | Predio "La Quemita", |  |
|                           |         | Reporte |                  |                      |  |

| 7 de julio de 2013, 15:00 | Independiente                             | 5 - 2   | Excursionistas | Predio de Wilde, |  |
|                           | Aldana Cometti · Melina Ais · Belén Casse | Reporte | - · -          |                  |  |

| 7 de julio de 2013, 15:30 | Platense | 0 - 10 | San Lorenzo | Predio A. Mariani Dolán, |  |

Libres: River Plate (3), UBA (3) y Boca Juniors

### Fecha 10
| 19 de julio de 2013, 11:00 | San Lorenzo        | 1 - 0 | River Plate | Predio "Ciudad Deportiva", |  |
|                            | Agustina Fernández |       |             |                            |  |

| 20 de julio de 2013, 15:30 | UAI Urquiza | 2 - 0 | Platense | Predio Rancho Taxco, |  |
|                            | - · -       |       |          |                      |  |

| 20 de julio de 2013, 15:30 | UBA | 0 - 0 | Huracán | Cancha Excursionistas, |  |

| 21 de julio de 2013, 15:00 | Estudiantes (LP) | 5 - 0 | Vélez Sarsfield (Mercedes) | Cancha Auxiliar de Estudiantes (LP), |  |

| 21 de julio de 2013, 15:30 | Boca Juniors                                                            | 9 - 0 | Independiente | Predio Casa Amarilla, |  |
|                            | Belén Potassa · Yael Oviedo · Andrea Ojeda · Analía Almeida · En contra |       |               |                       |  |

Libres: Excursionistas (3)
Nota: La fecha 10 originalmente debía jugarse entre en 13 y 14 de julio, pero se aplazó por las lluvias que hubo el día jueves 11 de julio de 2013. Se jugaron 5 partidos porque en esta fecha General Lamadrid descansaría.

### Fecha 11
| 27 de julio de 2013, 14:00 | Vélez Sarsfield (Mercedes) | 1 - 4   | UBA                                             | Estadio Municipal de Mercedes, |  |
|                            |                            | Reporte | María José Limeres · Laura Noya · María Rezzano |                                |  |

| 27 de julio de 2013, 15:30 | Huracán                                          | 3 - 0   | Excursionistas | Predio "La Quemita", |  |
|                            | Valeria Pacali · Lucía Salina · Georgina Sánchez | Reporte |                |                      |  |

| 27 de julio de 2013, 15:30 | Platense | Postergado | Estudiantes (LP) | Predio C. Larralde, |  |

| 28 de julio de 2013, 15:30 | River Plate                            | 4 - 1   | UAI Urquiza    | Predio de Ezeiza, |  |
|                            | Mariana Larroquette · Fabiana Vallejos | Reporte | Betina Soriano |                   |  |

Libres: Independiente, San Lorenzo (3) y Boca Juniors (3).

### Fecha 12
| 4 de agosto de 2013, 11:00 | Estudiantes (LP) | 1 - 0 | River Plate | Cancha Auxiliar de Estudiantes (LP), |  |
|                            | Mariana De Moura |       |             |                                      |  |

| 4 de agosto de 2013, 11:00 | UBA | Suspendido | Platense | Cancha Excursionistas, |  |

| 4 de agosto de 2013, 14:00 | Excursionistas | Suspendido | Vélez Sarsfield (Mercedes) | Cancha Excursionistas, |  |

| 4 de agosto de 2013, 14:30 | Boca Juniors                                                | 7 - 0   | Huracán | Predio Casa Amarilla, |  |
|                            | Belén Potassa · Yael Oviedo · Andrea Ojeda · Soledad Jaimes | Reporte |         |                       |  |

Libres: San Lorenzo, Independiente (3) y UAI Urquiza (3).

### Fecha 13
| 17 de agosto de 2013, 14:30 | Vélez Sarsfield (Mercedes) | 1 - 7 | Boca Juniors                        | Estadio Municipal de Mercedes, |  |
|                             | Castro G.O.                |       | Ojeda · Manicler · Oviedo · Potassa |                                |  |

| 17 de agosto de 2013, 15:00 | Huracán | 1 - 1 | Independiente | Predio "La Quemita", |  |

| 18 de agosto de 2013, 15:30 | Platense | 1 - 4 | Excursionistas | Predio A. Mariani Dolán, |  |

| 18 de agosto de 2013, 15:30 | River Plate | 4 - 0 | UBA | Predio de Ezeiza, |  |

| 19 de agosto de 2013, 15:30 | San Lorenzo | 0 - 2 | UAI Urquiza | Predio "Ciudad Deportiva", |  |

Libre: Estudiantes (LP) (3).
Nota: Se juegan 5 partidos porque en esta fecha Fenix descansaría.

## Goleadoras
| Jugadora      | Equipo       | Goles |
| ------------- | ------------ | ----- |
| Belén Potassa | Boca Juniors | 24    |